# Filip Taleski
Filip Taleski (mazedonisch Филип Талески, * 28. März 1996 in Prilep) ist ein nordmazedonischer Handballspieler, der bei Benfica Lissabon spielt.

## Karriere

### Verein
Der 2,02 m große und 95 kg schwere linke Rückraumspieler begann in der Handballschule des RK Metalurg Skopje mit dem Handballspiel. Über die Jugendmannschaften kam er 2013 in die Juniormannschaft, die in der ersten mazedonischen Liga spielt. In der Saison 2013/14 qualifizierte er sich für die Meisterrunde, wo er auch auf die Profimannschaft traf. Am Ende belegte er den sechsten Rang. International debütierte Taleski am 27. April 2014 im EHF-Champions-League-Viertelfinalrückspiel beim THW Kiel. In der Sparkassen-Arena gelangen ihm drei Treffer. Zur Saison 2014/15 unterschrieb er seinen ersten Profivertrag bei Metalurg.
Nachdem er im November 2016 einen ursprünglich ab der Saison 2018/19 gültigen Vertrag beim deutschen Bundesligisten Rhein-Neckar Löwen unterschrieben hatte, wurde der Wechsel vorgezogen, so dass er bereits in der Rückrunde der Saison 2016/17 für die Löwen auflief. Mit den Rhein-Neckar Löwen gewann er 2017 die deutsche Meisterschaft sowie den DHB-Supercup. 2018 gewann Taleski mit den Rhein-Neckar Löwen den DHB-Pokal sowie erneut den DHB-Supercup. Im August 2019 wechselte er zum Ligakonkurrenten HBW Balingen-Weilstetten. Im Sommer 2020 schloss er sich dem nordmazedonischen Erstligisten RK Vardar Skopje an. 2021 und 2022 gewann er mit Vardar die nordmazedonische Meisterschaft sowie 2021 und 2022 den nordmazedonischen Pokal. Seit 2023 läuft er für den portugiesischen Erstligisten Benfica Lissabon auf.

### Nationalmannschaft
Mit der mazedonischen Juniorennationalmannschaft qualifizierte sich Taleski für die U-20-Handball-Europameisterschaft der Männer 2014, in der Qualifikation warf er 27 Tore in drei Spielen. In der Mazedonischen A-Nationalmannschaft gab Filip Taleski am 7. Juni 2014 im Play-off-Hinspiel zur Weltmeisterschaft 2015 gegen Griechenland seine Premiere. Nachdem ihm in Athen kein Treffer gelungen war, warf er im Rückspiel seine ersten beiden Tore im Nationalmannschaftsdress. Er nahm an den Weltmeisterschaften 2017, 2019, 2021 und 2023 sowie an den Europameisterschaften 2018, 2020 und 2022 teil. Er stand im Kader für die Europameisterschaft 2024 und belegte mit Nordmazedonien den 17. Platz.